# Папанин (остров)
Папанин (укр. Папанін, ст. название Куянлы) — остров материкового происхождения, находящийся в северной части Восточного Сиваша, вблизи полуострова Семеновский Кут на территории Арабатской Стрелки. Площадь ~11 км². Остров необитаем.

## Географическое положение
Остров расположен в акватории Сиваша, между Чонгарским полуостровом и Арабатской стрелкой. На северо-востоке примыкает к полуострову Семеновский Кут с Геническим озером. Ближайший населенный пункт расположен на востоке, Счастливцево, за 4,3 км от острова. Наибольшая длина острова — 7 км, а ширина — 3,5 км.

## Природа
Флора острова характеризуется наличием устойчивых к засухе трав и галофитов, растений, адаптированных к высокому содержанию соли в почве, а также низкорослых кустарников. Животный мир в основном представлен птицами.

## История
В XIX веке территория острова находилась под заселением ногайцев. На тот момент остров уже был известен под именем Куянлы. Позже обширные пастбища острова принадлежали помещику Набиркину.
Предшественник Набиркина, его отец, вел скотное хозяйство на просторных равнинах острова Куянлы. Его сын уловил экономические перспективы этой отдаленной территории и, получив разрешение, приобрел значительное участие земли — 500 десятин (546,27 га). На острове были организованы несколько колодцев, и небольшая поселковая структура из 12 дворов, а Куянлы вскоре стали называть Набиркиным островом.
В советские времена на острове располагался колхоз им. Ивана Папанина и небольшое село на три десятка дворов. Необитаемым остров стал в 70-80-х, когда началась политика ликвидации неперспективных сел и стали укрупнять колхозы.